# Tomasz Szponder
Tomasz Szponder – polski lekarz weterynarii, doktor habilitowany nauk weterynaryjnych.

## Kariera naukowa
W 1993 roku uzyskał tytuł lekarza weterynarii, nadanego przez Uniwersytet Przyrodniczy w Lublinie. 
18 stycznia 2001 roku ukończył studia doktoranckie na kierunku nauki weterynaryjne na Uniwersytecie Przyrodniczym w Lublinie na podstawie pracy pt. Zastosowanie metody Ilizarowa w ortopedii małych zwierząt, ze szczególnym uwzględnieniem materiałów węglowych jako elementów stabilizatora.
W latach 1993–2024 pracował w Uniwersytecie Przyrodniczym w Lublinie. Od 2024 roku zatrudniony jest w Uniwersytecie Rolniczym im. Hugona Kołłątaja w Krakowie.
21 marca 2019 roku uzyskał stopień doktora habilitowanego nauk weterynaryjnych w dyscyplinie weterynarii na Wydziale Medycyny Weterynaryjnej Uniwersytetu Przyrodniczym w Lublinie na podstawie rozprawy pt. Wspomaganie procesu zrostu kostnego przy użyciu biomateriałów oraz wybranych autologicznych substancji biologicznie czynnych, ich wpływ na wybrane parametry immunologiczne oraz wykorzystanie w praktyce klinicznej w leczeniu chorób układu mięśniowo-szkieletowego zwierząt.